# کریستینا لیبهر
کریستینا لیبهر (انگلیسی: Christina Liebherr؛ زادهٔ ۱۶ مارس ۱۹۷۹) سوارکار پرش اهل سوئیس است.